# امیرحسین یزدان‌بد
امیرحسین یزدان‌بُد. نویسنده ایرانی است. او برای مجموعه داستان «پرترهٔ مرد ناتمام» جایزهٔ هوشنگ گلشیری و گام اول را دریافت کرد.

## زندگی‌نامه
امیرحسین یزدان‌بد در شانزدهم شهریور ۱۳۵۶ در تهران به دنیا آمد. او تحصیلاتش را در فیزیک کاربردی با گرایش حالت جامد و فلسفهٔ غرب نیمه تمام رها کرد. تحصیلات اصلی او در زمینهٔ کامپیوتر و امنیت شبکه متمرکز شد. از سال ۱۳۸۴ نوشتن داستان را جدی گرفت اگرچه پیش از آن هم چند یادداشت و تک داستان از او در نشریات چاپ شده بود. هم‌زمان او وبلاگ‌نویسی را جدی گرفت و در حدود هفت‌سال وبلاگ «تیله‌باز» را نوشت. «پرترهٔ مرد ناتمام» او با اقبال بسیاری روبه‌رو شد و جوایز بنیاد هوشنگ گلشیری و گام اول را نصیب او کرد. هم‌چنین او با همین اثر فینالیست جایزه منتقدان و نویسندگان مطبوعات شد و نامزد دریافت جایزه روزی روزگاری هم بود. یزدان‌بد به خاطر داستان کوتاه «برای مارسیای رذل عزیز» برندهٔ قلم زرین زمانه از رادیو زمانه شد. چهارسال بعد او نخستین رمانش را منتشر کرد که با نظرات ضد و نقیض فراوانی مواجه شده‌است. در سال ۲۰۱۴ دانشنامه بریتانیکا در گزارش سالانهٔ خود، از رمان «لک‌نت» به عنوان «اثری نامعمول، قطعیت‌گریز، سورئال، و به شدت مناقشه برانگیز» یاد کرد؛ «رمانی که مخاطب را به تعمق در رابطهٔ داستان و تاریخ فرا می‌خواند».

## کتاب‌ها و آثار
- مجموعه داستان پرتره مرد ناتمام[۵]، نشر چشمه، ۱۳۸۷
- رمان «لک‌نت»، نشر افق[۶]، ۱۳۹۲

و انتشار تک داستان‌ها:
- کروکودیل، داستان همشهری، اسفند ۹۰ فروردین ۱۳۹۱ دوره جدید شماره ۱۱
- ابوغُرَیب، مجله ایران دخت، ۱۹ دی ۱۳۸۸، شماره ۹۰
- انتشار مقالات و یادداشت‌های متعدد در روزنامه‌ها و نشریات از سال ۸۶ تا سال ۹۲.

## جوایز و دست‌آوردها
- برندهٔ مشترک لوح و تندیس و جایزهٔ ادبی بنیاد هوشنگ گلشیری[۷] برای «پرترهٔ مرد ناتمام»
- برندهٔ لوح و تندیس و جایزهٔ گام‌اول وزارت ارشاد برای «پرترهٔ مرد ناتمام»[۸]
- برندهٔ لوح و تندیس قلم‌زرین زمانه به خاطر تک‌داستان «برای مارسیای رذل عزیز»[۹]
- برندهٔ نخست بخش برج میلاد در دومین جشنوارهٔ داستان تهران به خاطر تک داستان «چند روایت نامعتبر از تپه»[۱۰]
- نامزد نهایی جوایز روزی روزگاری[۱۱]، فصل، منتقدین مطبوعات[۱۲]، واو، بوشهر، هفت‌اقلیم، شهرکتاب و …
- دریافت لوح تقدیر برای اجرا و گویندگی بخش ادبیات از شبکهٔ جهانی صدای آشنا